# Drago Unuk
Drago Unuk, slovenski jezikoslovec, * 1962.
Je doktor jezikovnih znanosti in izredni profesor za slovenski jezik.

## Življenje in delo
Leta 1992 je na Pedagoški fakulteti v Mariboru zaključil študij slovenščine in srbohrvaščine z makedonistiko. Leta 1995 je na Oddelku za slovanske jezike in književnosti Filozofske fakultete v Univerze v Ljubljani na Katedri za zgodovinsko slovnico in dialektologijo slovenskega jezika magistriral z nalogo Zahodni prleški govori. Leta 2001 na Pedagoški fakulteti Univerze v Mariboru doktoriral z disertacijo iz fonetike in fonologije slovenskega (knjižnega) jezika z naslovom Zlog v slovenskem jeziku pod mentorstvom Jana Sabola in Zinke Zorko. Leto pozneje je prejel nagrado Slavističnega društva Slovenije za uspešen doktorski študij na področju jezikovnih znanosti. V študijskem letu 2005/2006 je na Univerzi v Kjotu na Japonskem opravljal podoktorski študij iz jezikoslovja.
V letih 1995 in 1997 je kot jezikoslovec sodeloval pri znanstveno-raziskovalnem delu Inštituta za elektrotehniko Fakultete za elektrotehniko, računalništvo in informatiko Univerze v Mariboru, kjer je prispeval svoje delo s področja fonologije slovenskega (knjižnega) jezika.
Leta 2004 je na Pedagoški fakulteti Univerze v Mariboru sodeloval pri jezikoslovnem projektu Besedoslovne lastnosti slovenskega knjižnega jezika in narečij.
Od leta 2005 je član Mednarodne komisije za fonetiko in fonologijo slovanskih jezikov pri Mednarodnem komiteju slavistov.
Predava na oddelku Slovanski jeziki in književnost na Filozofski fakulteti Univerze v Mariboru.

## Izbrana bibliografija
- Osnove sociolingvistike, 1997.
- Zlog v slovenskem jeziku, 2003.
- Ledinska imena in njihova vloga v sporazumevanju (Ledinska imena in čakavščina na območju južne Slovenije), 2013.
- Slovenski jezik v sočasnem sporazumevalnem prostoru, 2016. http://www.dlib.si/details/URN:NBN:SI:doc-PL3A64PI
- Poimenovanja mestnega javnega prostora: urbanonimi v Mariboru. 2017. https://www.dlib.si/details/URN:NBN:SI:doc-QTYOB5V9
- Stilizacija oglasnih sloganov v medijskem oglaševanju. 2019. http://www.dlib.si/details/URN:NBN:SI:doc-RCEX987L
- Zapletenost vzglasja zloga v slovenskem jeziku: razpršenost zvočnosti v razvrstitvah začetnih nezvočniških segmentov. 2022. DOI: 10.3986/JZ.28.1.04.
- Fonetično-fonološki status fonema /v/ v slovenskem govorjenem knjižnem jeziku. 2023. DOI: 10.3986/JZ.29.2.02.